# NGC 5307
NGC 5307 è una nebulosa planetaria di magnitudine apparente +11,2 situata nella costellazione del Centauro a circa 10.000 anni luce dalla Terra.
Le immagini del telescopio spaziale Hubble mostrano una struttura estremamente simmetrica e a spirale: il gas presente nella zona in alto ha la sua controparte nella parte inferiore; si pensa che questa estrema simmetria sia causata dai venti stellari della nana bianca centrale, espulsi ad altissima velocità.
Studi riguardo l'abbondanza dei vari elementi chimici all'interno della nebulosa dimostrano che le quantità di azoto, neon, zolfo, cloro e argon sono in relazione con la temperatura all'interno della struttura, mentre il contenuto di idrogeno, elio, carbonio e ossigeno non dipendono da quest'ultima: in particolare, il rapporto tra l'elio e l'idrogeno è quasi equivalente a quello del mezzo interstellare, quando la stella progenitrice si è formata.
La velocità di espansione dei gas della nebulosa è molto bassa, di circa 15 km/s.